# Мюнхенська конференція з безпеки (2025)
61-а Мюнхенська конференція з безпеки (MSC 2025) — щорічна зустріч Мюнхенської конференції з безпеки, яка проходила з 14 лютого по 16 лютого 2025 року в Мюнхені, Німеччина.
Участь взяли близько 60 глав держав і урядів, 150 міністрів і міжнародних лідерів

## Фон
За день до події в результаті автомобільної атаки в Мюнхені постраждали 36 осіб. Конференція проходила трохи більше ніж за тиждень до федеральних виборів у Німеччині 2025 року.

## Конференція
Конференцію відкрив 14 лютого 2025 року президент Німеччини Франк-Вальтер Штайнмаєр. Під час заходу президент України Володимир Зеленський зустрівся з віце-президентом США Дж. Д. Венсом, а Венс також зустрівся зі співголовою ультраправої партії «Альтернатива для Німеччини» Алісою Вайдель та лідером опозиції Фрідріхом Мерцем. Зеленський також зустрівся з кількома сенаторами США від обох основних американських політичних партій.
Марк Рютте, генеральний секретар НАТО, заявив, що європейським країнам необхідно розробити плани щодо України, якщо вони хочуть відігравати важливу роль у дискусіях щодо мирного врегулювання російсько-української війни.
У своїй промові Венс сказав, що нелегальна міграція є «найактуальнішою» проблемою, з якою стикається Європа. Венс також зазначив, що європейські лідери повинні робити більше, щоб сприяти обороні України, оскільки США більше зосереджуються на Китаї. Венс також заявив, що європейські держави не в змозі підтримувати свободу слова та демократичні цінності, критикуючи брандмауер проти ультраправих у Німеччині та рішення скасувати результати президентських виборів у Румунії 2024 року через втручання Росії в кампанію. Міністр оборони Німеччини Борис Пісторіус відкинув виступ Венса, сказавши,
Виступ Венса також критикував, серед іншого, канцлер Олаф Шольц (соціаллідер, віце-канцлер Роберт Габек (Альянс 90/Зелені), та міністр закордонних справ Анналена Бербок[3] Марі-Агнес Штрак-Ціммерманн (Вільна демократична партія) назвала промову Венса «дивним інтелектуальним дном»
Відповіді дуже відрізняються, але Шольц каже:
саме тому ми не приймемо сторонніх, які втручаються в нашу демократію, наші вибори, і в демократичне формування думок на підтримку і на благо цієї партії... це не доречно — особливо серед друзів і союзників, і ми рішуче відкидаємо це.

- канцлер Олаф Шольц
Шольц також сказав, що «демократичні партії в Німеччині «мають загальний консенсус» через досвід націонал-соціалізму: цей консенсус є брандмауером проти крайніх правих партій», наголошуючи далі, що «Федеральна Республіка [Німеччини] є демократією, яка створилася з опозиції проти націонал-соціалізму та проти фашизму», націонал-соціалізм та їхні жахливі злочини були банализовані. з рядів AfD як порошинка «пташиного лайна в історії Німеччини», «зобов’язання «ніколи більше», як Венс зробив під час візиту до меморіалу концентраційного табору Дахау, не можна примирити з підтримкою AfD», і що німці «самі вирішують свою демократію».
Хабек зазначив, що в США зараз виникає «нова форма технологічного грошового соціального класу дворянства», яка потребує німецької та європейської відповіді, і «те, що Венс зробив учора [...], це потрібно сказати так само чітко, як це [...] це не ваша справа [...] займайтеся своїми речами, у США достатньо проблем». Мерц розкритикував втручання Венса у вибори в Німеччині, відкинув твердження Венса про дефіцит цінностей у Європі, заявивши, що законне регулювання мови ненависті та фейкових новин незалежними судами є абсолютно доцільним, і зазначив, що журналістам ніколи не відмовлять у доступі до канцлерства, посилаючись на те, що співробітникам Associated Press було відмовлено у доступі до Білого дому та Air Force One через їхній вибір мови навколо. назва Мексиканської затоки.
Зеленський закликав до створення європейської армії. Така армія є необхідною умовою для того, щоб Європа, населення якої вдвічі перевищує населення США, розробила власну ядерну парасольку. Наразі цю парасольку надають НАТО як засіб стримування, а Бельгія, Німеччина, Італія, Нідерланди та Туреччина є учасниками обміну ядерною зброєю, а Франція та Великобританія мають власну ядерну зброю. Втрата цієї парасольки створить значну прогалину та може призвести до того, що частково було створено для запобігання: розповсюдженню ядерної зброї та появі Європи як будь-кого, крім неподільного партнера США.

## Дивіться також
- Мирні переговори під час російського вторгнення в Україну
- Лондонська та Паризька конференції
- Угода два плюс чотири

## Виноски
1. ↑  Seeking to defend the constitution and laws of the Federal Republic of Germany against all enemies, foreign and domestic, is similar to what is found in the Oath of Allegiance.